# Knyszyn (ville)
Pour les articles homonymes, voir Knyszyn.
Knyszyn est une ville polonaise de la voïvodie de Podlachie et du powiat de Mońki. Elle est le siège de la gmina de Knyszyn. Elle s'étend sur 23,68 km2 et comptait 2.758 habitants en 2008.

## Géographie

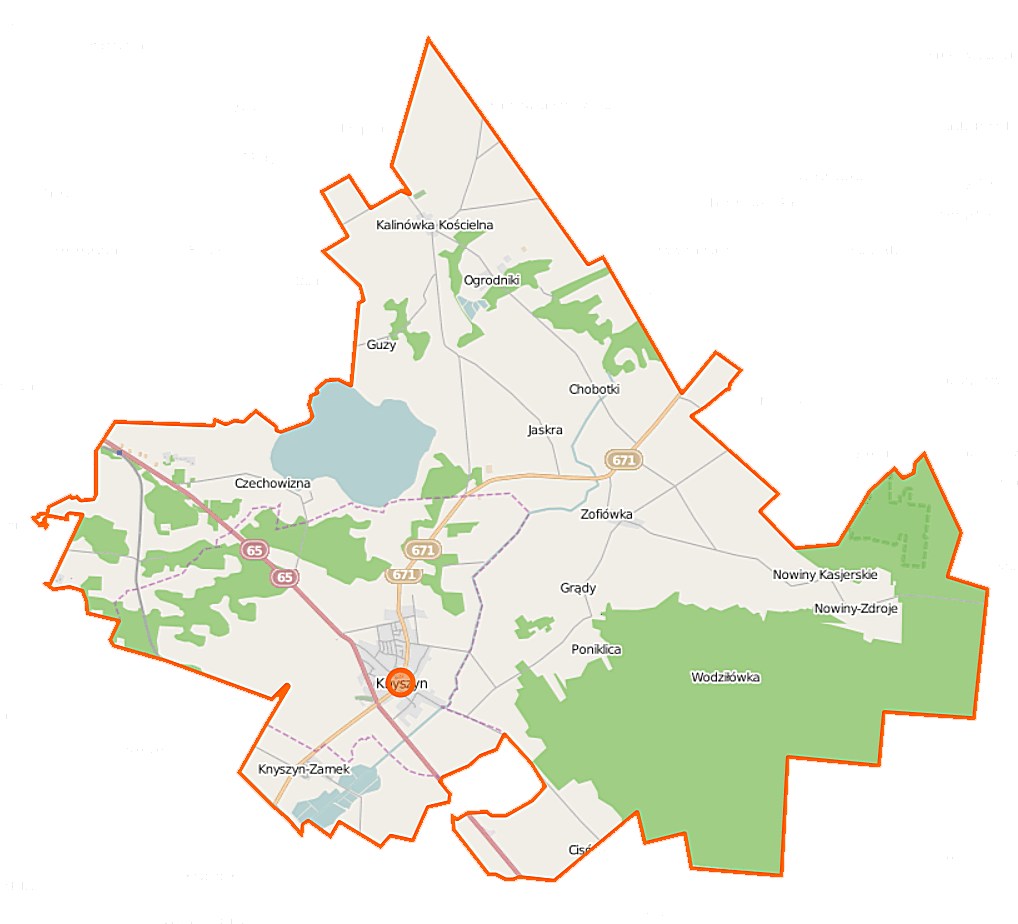
Carte de la gmina de Knyszyn.